# Битуше
Битуше (мкд. Битуше) су насељено место у Северној Македонији, у западном делу државе. Битуше припадају општини Маврово и Ростуша.

## Географија
Насеље Битуше је смештено у западном делу Северне Македоније. Од најближег већег града, Дебра, насеље је удаљено 20 km североисточно.
Битуше се налазе у доњем делу историјске области Река. Насеље је положено на источним висовима планине Дешат, док се даље ка истоку тло стрмо спушта у уску долину реке Радике. Надморска висина насеља је приближно 1.000 метара.
Клима у насељу је планинска.

## Становништво
По попису становништва из 2002. године Битуше су имале 96 становника.
Претежно становништво у насељу су етнички Македонци (99%), а остало су Срби.
Већинска вероисповест у насељу је православље.. 